# 雷納鎮區 (伊利諾伊州洛根縣)
雷納鎮區（英語：Laenna Township）是位於美國伊利諾伊州洛根縣的一個行政鎮區。

## 地方資料
根據2010年美國人口普查的數據，雷納鎮區的面積為90.80平方千米，當中陸地面積為90.80平方千米，而水域面積為0.00平方千米。當地共有人口562人，而人口密度為每平方千米6.19人。